# ناحیه‌های ایتالیا
نواحی ایتالیا در سال ۱۹۴۸ بر طبق قانون اساسی وقت به صورت نواحی فدرال ولی یکپارچه و متحد درآمدند. هم‌اکنون ایتالیا دارای ۲۰ ناحیه فدرال است که هر کدام به استان‌هایی چند، بخش شده‌اند.
| ناحیه               | صفت                    | پایتخت    | مساحت (km²) | جمعیت     |
| ------------------- | ---------------------- | --------- | ----------- | --------- |
| آبروتزو             | Abruzzese              | لاکوئیلا  | ۱۰٬۷۹۴      | ۱٬۳۲۴٬۰۰۰ |
| واله دائوستا        | Valdostano             | ائوستا    | ۳٬۲۶۳       | ۱۲۶٬۰۰۰   |
| پولیا               | Pugliese               | باری      | ۱۹٬۳۶۲      | ۴٬۰۷۶٬۰۰۰ |
| باسیلیکاتا          | Lucano                 | پوتنزا    | ۹٬۹۹۲       | ۵۹۱٬۰۰۰   |
| کالابریا            | Calabrese              | کاتانزارو | ۱۵٬۰۸۰      | ۲٬۰۰۷٬۰۰۰ |
| کامپانیا            | Campano                | ناپل      | ۱۳٬۵۹۵      | ۶٬۳۱۱٬۰۰۰ |
| امیلیا-رومانیا      | Emiliano-romagnolo     | بولونیا   | ۲۲٬۱۲۴      | ۴٬۲۷۶٬۰۰۰ |
| فریولی ونتزیا جولیا | Friulano               | تریسته    | ۷٬۸۵۵       | ۱٬۲۲۲٬۰۰۰ |
| لاتزیو              | Laziale                | رم        | ۱۷٬۲۰۷      | ۵٬۵۶۱٬۰۰۰ |
| لیگوریا             | Ligure                 | جنوا      | ۵٬۴۲۱       | ۱٬۶۱۰٬۰۰۰ |
| لمباردی             | Lombardo               | میلان     | ۲۳٬۸۶۱      | ۹٬۶۴۲٬۰۰۰ |
| مارکه               | Marchigiano            | آنکونا    | ۹٬۶۹۴       | ۱٬۵۵۳٬۰۰۰ |
| مولیز               | Molisano               | کامپوباسو | ۴٬۴۳۸       | ۳۲۰٬۰۰۰   |
| پیمونت              | Piemontese             | تورین     | ۲۵٬۳۹۹      | ۴٬۴۰۱٬۰۰۰ |
| ساردنی              | Sardo                  | کالیاری   | ۲۴٬۰۹۰      | ۱٬۶۶۶٬۰۰۰ |
| سیسیل               | Siciliano              | پالرمو    | ۲۵٬۷۰۸      | ۵٬۰۳۰٬۰۰۰ |
| ترنتینو آلتو آدیجه  | Trentino o Sudtirolese | ترنتو     | ۱۳٬۶۰۷      | ۱٬۰۰۷٬۰۰۰ |
| توسکانی             | Toscano                | فلورانس   | ۲۲٬۹۹۷      | ۳٬۶۷۷٬۰۰۰ |
| اومبریا             | Umbro                  | پروجا     | ۸٬۴۵۶       | ۸۸۴٬۰۰۰   |
| ونتو                | Veneto                 | ونیز      | ۱۸٬۳۹۱      | ۴٬۸۳۲٬۰۰۰ |